# Кюстин, Робер Николя Гаспар
Робер Гаспар Николя де Кюстин (фр. Robert Gaspard Nicolas de Custine; 1771—1809) — французский военный деятель, полковник (1809 год), посмертно получил титул барона (1810 год), участник революционных и наполеоновских войн.

## Биография
Родился в семье полковника-лейтенанта Жана Николя графа де Кюстина и его супруги Мари Софи Лувэн де Фонтен. 15 октября 1787 года начал военную службу солдатом в Форезском полку (в 1791 году стал 14-м пехотным полком), 20 октября 1788 года – капрал, 1 июля 1789 года – сержант, 1 марта 1792 года – аджюдан. 8 августа 1792 года – капитан, адъютант генерала Китинга, сражался в рядах Северной, Мозельской, Рейнской и Западной армий. 8 июня 1795 года переведён в кавалерию, 24 марта 1796 года – капитан штаба в Северной армии 22 июля 1796 года. В кампаниях 1797-1800 годов служил в рядах Северной, Батавской, Гельветической и Рейнской армий. Отличился в бою у деревни Бургриден 12 июня 1800 года, где атаковал неприятельский полк, в ходе боя потерял лошадь, убитую под ним, а также был ранен пулей в левую ногу, но не оставил строй и после прибытия авангарда дивизии генерала Ришпанса преследовал отступающего врага до Хульзена.
22 июля 1800 года получил временное звание капитана в 5-м гусарском полку от командующего Рейнской армий, генерала Моро. 21 октября 1800 года повышение было подтверждено. В 1802 году служил в гарнизоне Меца, с мая 1803 года по август 1805 года в составе Армии Ганновера. 29 августа 1805 года его полк вошёл в состав дивизии лёгкой кавалерии Келлермана 1-го армейского корпуса Великой Армии. Участвовал в Австрийской кампании 1805 года, сражался при Аустерлице.
20 сентября 1806 года его полк стал частью бригады Лассаля, которая вскоре заслужила прозвище «Адская бригада». В ходе Прусской кампании 1806 года отличился при Кревице и Штеттине. 21 ноября 1806 года стал адъютантом генерала Савари, сражался при Голымине, 9 января 1807 года награждён чином командира эскадрона с назначением в 8-й гусарский полк. 9 июня 1808 года – временный майор в том же полку, с 22 августа 1808 года временно командовал 8-м гусарским полком, 12 октября 1808 года переведён в звании майора в 28-й драгунский полк.
9 марта 1809 года произведён в полковники, и назначен командиром 7-го гусарского полка в бригаде Пажоля. В Австрийской кампании 1809 года, сражался при Пайсинге, Регенсбурге, Раабе, Ваграме и Цнайме. Умер 27 декабря 1809 года в возрасте 38 лет в Линце.

## Титулы
- Шевалье Кюстин и Империи (фр. chevalier de Custine et de l'Empire; декрет от 19 марта 1808 года)
- Барон Кюстин и Империи (фр. baron de Custine et de l'Empire; декрет от 15 августа 1809 года, патент подтверждён 11 июня 1810 года)[1].

## Награды
Легионер ордена Почётного легиона (18 декабря 1803 года)
 Офицер ордена Почётного легиона (11 июля 1807 года)
- Дотация в 2000 франков с Вестфалии (19 марта 1808)
- Дотация в 2000 франков с Эрфурта (15 августа 1809)